# Джампаоли, Ренцо
Ренцо Джампаоли (исп. Renzo Giampaoli; род. 7 января 2000, Bombal, Санта-Фе) — аргентинский футболист, защитник клуба «Кильмес».

## Клубная карьера
Джампаоли — воспитанник клуба «Бока Хуниорс». 8 мая 2021 года в матче против «Патронато» он дебютировал в аргентинской Примере. В начале 2022 года для получения игровой практики Джампаоли перешёл в норвежский «Русенборг». 3 апреля в матче против «Будё-Глимт» он дебютировал в Типпелиге.
В начале 2023 года Джампаоли был арендован «Кильмесом». 25 февраля в матче против «Химнасии Хухуй» он дебютировал в Примере B.